# Ölausstieg

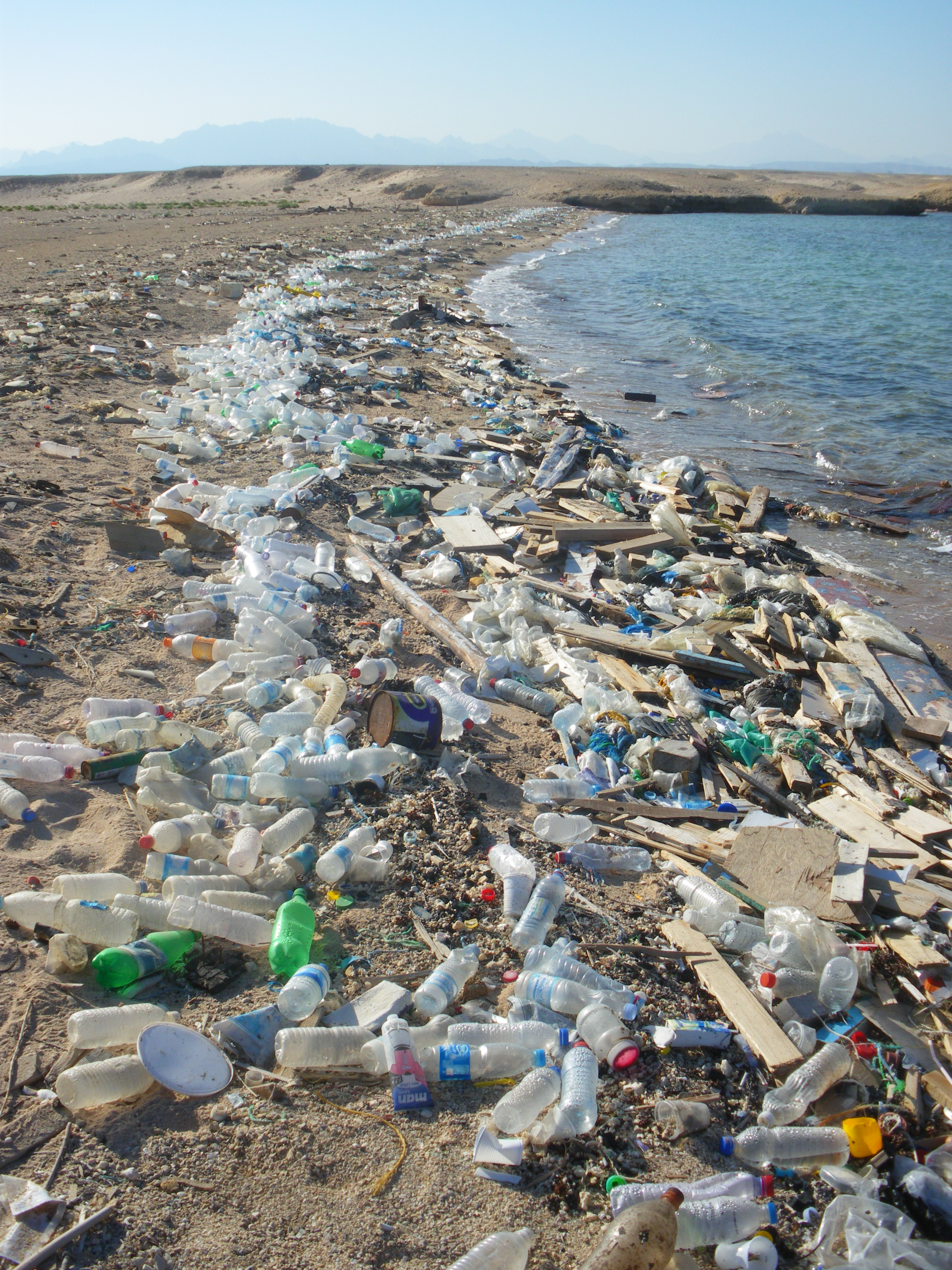
Plastikmüll in den Ozeanen ist ein Grund aus dem Verbrauch auf Erdöl basierender Produkte wie Plastiktüten auszusteigen.

Als Ölausstieg bezeichnet man die wirtschaftspolitische Entscheidung, auf die Förderung bzw. den Import sowie den Verbrauch von Erdöl zu verzichten. Erdöl ist zwar der wichtigste Rohstoff in den Industrieländern, verursacht jedoch verschiedene, teilweise gravierende Umweltprobleme.

## Gründe

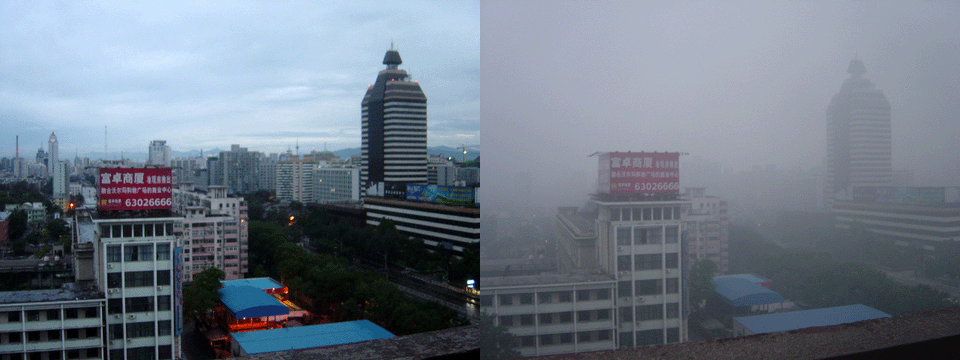
Peking bei klarer Sicht (links) und bei Smog (rechts): Der motorisierte Straßenverkehr wächst in China um jährlich etwa 20 Millionen Fahrzeuge und trägt zur Luftverschmutzung in Großstädten in erheblichem Maße bei.

Ein wichtiger Grund für einen Ölausstieg ist, einen gravierenden globalen Klimawandel zu verhindern. Der Weltklimarat empfiehlt, die weltweite Energieversorgung schnell und grundlegend umzubauen. Das Öl muss demnach aus dem globalen „Energiemix“ verschwinden.
Soll das Zwei-Grad-Ziel mit einer Wahrscheinlichkeit von mehr als 50 % erreicht werden, dürfen im Zeitraum 2011 bis 2050 nach Daten des IPCC maximal zwischen 870 und 1.240 Gigatonnen (Mrd. Tonnen) Kohlenstoffdioxid freigesetzt werden. Umgerechnet auf die Reserven bedeutet dies, dass im globalen Kontext etwa ein Drittel der Ölreserven, die Hälfte der Erdgasreserven und mehr als 80 % der Kohlereserven nicht verbrannt werden dürfen.
Nach einer im Jahr 2017 in Science veröffentlichten Roadmap muss die Verbrennung von Erdöl weltweit bis ca. 2040 eingestellt werden, um die im Übereinkommen von Paris international beschlossenen Klimaschutzziele einzuhalten.

## Investoren
Der Rockefeller Brothers Fund kündigte an, aus Geschäften in Zusammenhang mit Öl auszusteigen. Im Rahmen einer sog. Divest-Invest-Bewegung erklären sich viele Institutionen und Einzelpersonen ebenfalls bereit fossile Energie aus ihrem Portfolio zu nehmen.

## Länder
Als bislang einziges Land der Welt ist Schweden dabei, den Ölausstieg zu vollziehen: Bis 2020 will Schweden nicht nur unabhängig von Erdöl, sondern auch von anderen ‚fossilen Rohstoffen‘ sein (siehe → Schwedischer Ölausstieg).
Mehrere Länder etablierten im Rahmen einer Wärmewende ein Verbot für Ölheizungen. In Dänemark sind Ölheizungen in Neubauten seit 2013 verboten, seit 2016 dürfen bestehende fossile Heizungen nicht mehr durch neue fossile Heizungen ersetzt werden. Norwegen erließ 2017 eine Regelung, die das Verbot von Ölheizungen ab dem Jahr 2020 vorsieht. Nutzer, die bisher noch eine Ölheizung besitzen, mussten bis 2020 auf umweltfreundlichere Heizungen wie z. B. Wärmepumpenheizungen oder Fernwärme umsteigen. Bereits 2017 wird ein großer Teil der norwegischen Gebäude elektrisch beheizt. Die Stromversorgung Norwegens basiert fast ausschließlich auf der Wasserkraft. Der Schweizer Kanton Glarus beschloss bei der Glarner Landsgemeinde im September 2021 ein Verbot des Einbaues neuer Öl- und Gasheizungen. In Deutschland soll die Neuinstallation von Ölheizungen ab dem Jahr 2026 verboten werden.

## Vorgehensweise
Der Verbrauch von Erdöl kann neben der Umstellung von Heizölfeuerungen – zum Zweck der Gebäudeheizung und Warmwassererzeugung – auf verschiedene Weise weiter reduziert werden. Der Verbrauch von Einwegprodukten aus Kunststoffen auf Erdölbasis kann durch Verbote oder Besteuerung des Verbrauchs eingeschränkt werden. So sank in Deutschland der Pro-Kopf-Verbrauch von Plastiktüten zwischen 2000 und 2018 von 85 Stück auf 24 Stück pro Jahr. In New York City sind bestimmte Produkte (z. B. Einweggeschirr) aus Polystyrol seit Juli 2015 verboten. Weitere Maßnahmen umfassen die Umsetzung der Verkehrswende.